# Gia Fu Feng
Gia Fu Feng   (Shanghai, 1919 - 1985), xinès: 馮家福, fou un destacat traductor a l'anglès (amb la seva dona, Jane English) de clàssics taoistes i professor taoista als Estats Units, associat amb Alan Watts, Jack Kerouac, The Beats i Abraham Maslow.

## Primers anys de vida
Va néixer a Xangai l'any 1919 en el si d'una família força rica i d'alguna influència. El seu pare era un banquer destacat, un dels fundadors del Banc de la Xina; la seva mare va morir quan ell tenia 16 anys. Va ser educat de manera privada a casa seva en els clàssics de la tradició xinesa i en col·legis privats. Va ser durant diversos mesos tutoritzat per l'esposa del cònsol general britànic. Els seus familiars eren budistes. Per a les vacances de primavera, van viatjar a les tombes ancestrals de Yuyao, a la província de Chekiang, per a les festes de primavera. Durant la invasió japonesa, Gia-Fu va anar a Kunming a la Xina Lliure per completar la seva llicenciatura a la Southwest Associated University en arts liberals. Gia-Fu va comentar una vegada que s'havia convertit en milionari tres vegades a la seva vida, regalant els seus diners cada vegada. La primera vegada va ser quan va treballar per al banc de Kunming.

## Carrera
Després de tornar a Xangai el 1946, va marxar de nou el 1947, per anar als Estats Units per a un màster en finances internacionals a la Wharton School de la Universitat de Pennsilvània. Després que els comunistes es van apoderar de la Xina i va començar la guerra de Corea, la política dels Estats Units va impedir que molts estudiants xinesos tornessin a casa. Aleshores, quan les polítiques del Partit Comunista Xinès van fer que la vida de la família Feng fos menys segura, el seu pare li va aconsellar que es quedés a la Xina. Durant la Revolució Cultural, alguns membres de la seva família van ser perseguits.
Després d'això, va començar a voltar pel país. Va passar un temps en una comunitat quàquera, va viure en una comuna de Geòrgia durant l'època de la decisió de la Cort Suprema en Brown v The Topeka Board of Education, i a mitjans dels anys cinquanta es va traslladar a la costa oest. Allà, va conèixer Jack Kerouac i altres Dharma Bums, i va començar a ensenyar taoisme.
Inicialment, va traduir clàssics xinesos per a Alan Watts a l'Acadèmia Americana d'Estudis Asiàtics, el centre on Alan Watts va exercir d'administrador i professor de primària. Més tard, Watts va declarar que Gia-Fu era "La cosa real", enviant-li aspirants a taoistes beat-i-hippies.
La defensa de Gia-Fu per part de Watts com un autèntic adepte taoista va impulsar substancialment les vendes de Gia-Fu i la seva dona, la filosofia taoista clàssica de Jane English, llibres il·lustrats de taula de cafè, que van ser publicats per Random House en molts idiomes. Els llibres de Gia-Fu i Jane contenien les fotos artístiques en blanc i negre de Jane juntament amb la seva excel·lent cal·ligrafia i traduccions de saviesa fàcils d'entendre. Van iniciar un segment important del què es convertiria per a la indústria mundial del llibre en un gènere d'espiritualitat i filosofia molt popular i multicultural. També van prefigurar una tendència cap a l'ús de multimèdia en un mercat emergent, elegant i holístic.
Gia-Fu es va involucrar en el moviment de filosofia i espiritualitat Est-Oest que es va produir al nord de Califòrnia, centrat en l'evolució de l'AAAS, reformat com a Institut d'Estudis Integrals de Califòrnia. Això va formar part d'una transformació sociocultural bàsica que es va conèixer com el Renaixement de San Francisco. Sobre això, Alan Watts va declarar: "Sé què és, però quan em preguntes, no ho sé. Estic massa a prop del que ha passat per veure-ho amb la perspectiva adequada. Només sé que entre, per exemple, 1958 i 1970, una marea enorme d'energia espiritual en forma de poesia, música, filosofia, pintura, religió, tècniques de comunicació a la ràdio, la televisió i el cinema, la dansa, el teatre i l'estil de vida en general. Arrasat d'aquesta ciutat i els seus voltants per afectar Amèrica i el món sencer."
Michael Murphy, un dels principals fundadors de l'Institut Esalen, també va ser estudiant de l'AAAS durant els seus dies d'estudiant de Stanford. Des d'aquesta xarxa, inclosa la comunitat del Sri Aurobindo Ashram a San Francisco, es van plantar les llavors d'Esalen. Gia-Fu es va sentir atret per Esalen pel seu amic íntim Dick Price. A Esalen, Gia-Fu va exercir de comptable, "Guardia dels banys" i Crazy Taoist, algunes històries de les quals es poden trobar a la història entretinguda i informativa d'Esalen i el naixement del moviment del potencial humà, The Upstart Spring.
A principis i mitjans de la dècada de 1960, Gia-Fu i Fritz Perls, possiblement el professor resident clau d'Esalen durant aquella època, van tenir una relació difícil, ja que Perls va ser la principal raó per la qual Gia-Fu va deixar Esalen només després de crear el centre de retirs Stillpoint original a Bear Creek. Road and Skyline in the Los Gatos/Santa Cruz Mountains, on ell i Jane English van traduir el Tao Te Ching entre 1968 i 1972. Aquesta versió encara és la versió anglesa més popular amb més de 1.250.000 còpies venudes.Allà, Gia-Fu tenia molta estima a Perls, i es va veure molt desconcertat quan Perls va morir l'any 1970. La teràpia Gestalt i el mètode d'il·luminació de Perls es van convertir en una influència principal en el treball posterior de Gia-Fu. Gia-Fu també va veure Virginia Satir, una famosa professora resident d'Esalen, i la seva pràctica de teràpia familiar com una influència principal en el seu propi avenç, que va anomenar "Teràpia cultural".
Per il·lustrar com la gent va percebre Gia-Fu, una persona escriu: A finals de la dècada de 1960, Gia-Fu va guanyar un gran grau de notorietat com a patriarca del moviment Contracultural Free Love. Com a guru xinès i adepte taoista amb comptes hippie, es va fer popular com a focus per als diaris i revistes de Califòrnia. Aleshores, el ioga taoista-budista no era conegut popularment, i Gia-Fu va actuar eficaçment com a agent principal o mestre a Amèrica ensenyant això. Va fundar el seu propi centre d'estudis taoistes a les muntanyes de la Sangre de Cristo i el va anomenar Stillpoint, després dels Quatre Quartets de T. S. Eliot. Gia-Fu i Stillpoint aviat van demostrar ser un imant per als aspirants a cercadors de ioga indi i tao xinès. El seu biògraf veu aquesta fase de la seva vida d'una manera molt diferent, entenent que Gia-Fu evitava les associacions de tipus guru i anhelava crear una comunitat on la gent visqués senzillament, honestament, junts a la natura. Li encantava anomenar-se un xarlatà.
El dia de Nadal de 1970, Gia-Fu i Jane English es van casar a Mill Valley en una cerimònia realitzada per Alan Watts. El 1972, Gia-Fu i Jane es van traslladar Stillpoint a Manitou Springs, Colorado, comprant una casa antiga i molt gran a Ruxton Ave, a prop del peu de Barr Trail que condueix a Pikes Peak. Els residents van pagar una tarifa nominal per allotjament i manutenció (5 dòlars al dia el 1975) o van fer treballs de manteniment necessaris a la casa i les dependències. A partir d'aquí, ell i Jane van acabar la traducció del Chuang Tzu. Es va convertir en una mena de llegenda com el mestre xinès que caminava diàriament per la via del tren cremallera de Pike's Peak.
En aquest període, els estudiants de Gia-Fu eren principalment alemanys, altres europeus i Lasso, un jove nord-americà que es va convertir en el favorit i protegit de Gia-Fu a principis dels anys vuitanta. Durant els darrers vuit anys de la seva vida, Gia-Fu va dedicar la major part del seu esforç docent a celebrar Tao Camps a Europa, Canadà, Austràlia i la construcció final del ranxo Stillpoint prop de Wetmore, Colorado, ensenyant Taitxi i Shing-i i, més àmpliament, el Tao.
A la primavera del 1978 Gia Fu va venir per primera vegada a Barcelona a fer un curs de taitxi a l'escola de dansa que Cristina Magnet tenia al carrer Saragossa, l'escola Rosita Mauri. El curs va ser organitzat per Gerard Arlandes, que havia conegut Gia Fu en un stage a Alemanya. Durant els anys següents Gia Fu va tornar diverses vegades a Barcelona i les seves classes van ser cada cop més nombroses. A principis dels anys 80 es va plantejar la possibilitat d'obrir un Stillpoint europeu als Pirineus, que després va conduir a un primer intent a la serra d'Albacete que no va prosperar.

## Mort
Gia-Fu va morir el 1985, probablement d'emfisema. Va deixar enrere diversos manuscrits inèdits, com l'I-Ching, El clàssic interior de l'emperador groc (de la medicina) i una autobiografia. Va deixar els seus assumptes a càrrec de Margaret Susan Wilson, amiga i advocada de Stillpoint. Sue Bailey, la seva parella en el moment de la seva mort (ell i Jane es van separar abans, però mai es van divorciar) va fer publicar l'I Ching a Austràlia. Quan Margaret Susan va morir el 1991, la seva propietat va passar a Carol Wilson, la germana de Margaret. La biografia premiada de Carol, Still Point of the Turning World: The Life of Gia-fu Feng, va ser publicada per Amber Lotus Publishing l'abril de 2009. També {{format ref}} http://www.carolannwilson.info La traducció de Gia-Fu del Tao Te Ching encara és popular i àmpliament disponible. Inclou fotos de la seva dona, Jane English. Igual que la seva traducció de Chuang Tsu, la traducció va ser una col·laboració entre ells amb la participació d'altres estudiants.